# Liste der Kulturdenkmäler in Marienfels
In der Liste der Kulturdenkmäler in Marienfels sind alle Kulturdenkmäler der rheinland-pfälzischen Ortsgemeinde Marienfels aufgeführt. Grundlage ist die Denkmalliste des Landes Rheinland-Pfalz (Stand: 8. Dezember 2023).

## Denkmalzonen
| Bezeichnung            | Lage                                              | Baujahr | Beschreibung | Bild            |
| ---------------------- | ------------------------------------------------- | ------- | --- | --------------- |
| Denkmalzone Kirchplatz | Kirchplatz 1, 5, 6, 7, 7a, Mühlbachstraße 17 Lage |         | am nördlichen Ortsrand auf einem Felsen oberhalb des Mühlbachs gelegene Kirche mit dem aufgelassenen Kirchhof und die am Aufgang zur Kirche gelegenen, teilweise verputzten Wohnhäuser des 18. Jahrhunderts; Haus Kirchplatz 1 bezeichnet 1716, Wohnhaus Mühlbachstraße 17 bezeichnet 1727 | Fotos hochladen |

## Einzeldenkmäler
| Bezeichnung              | Lage                              | Baujahr                            | Beschreibung                                                                                       | Bild                           |
| ------------------------ | --------------------------------- | ---------------------------------- | -------------------------------------------------------------------------------------------------- | ------------------------------ |
| Evangelische Pfarrkirche | Kirchplatz 5 Lage                 | um 1300                            | spätromanischer Westturm, Turmhaube 1700, Chor wohl um 1300, Langhaus 1733 umgebaut                | weitere Bilder Fotos hochladen |
| Brücke                   | Mühlbachstraße Lage               | zweite Hälfte des 19. Jahrhunderts | dreibogige Bruchsteinbrücke über den Mühlbach, zweite Hälfte des 19. Jahrhunderts                  | weitere Bilder Fotos hochladen |
| Scheune                  | Römerstraße, gegenüber Nr. 7 Lage | 18. Jahrhundert                    | stattliche Fachwerkscheune, 18. Jahrhundert, im 19. Jahrhundert erhöht                             | Fotos hochladen                |
| Hofanlage                | Römerstraße 30 Lage               | spätes 18. Jahrhundert             | Streckhof; Fachwerkhaus, verkleidet, wohl aus dem späten 18. Jahrhundert, Wirtschaftsteil verputzt | BW                             |
| Wohnhaus                 | Römerstraße 34 Lage               | 18. Jahrhundert                    | Wohnhaus, teilweise verputzt, verschiefert und Fachwerk des 18. Jahrhunderts                       | Fotos hochladen                |